# フォアバラー
フォアバラー（Faugh-a-Ballagh、1841年 - ?）は、アイルランドで生まれたイギリスの競走馬・種牡馬である。全兄にアイルランドの歴史的名馬バードキャッチャーがいる。馬名は、ゲール語で「道を開けろ」という意味の"Faugh A Ballaghに由来し、この言葉はゴルフ用語の「ファー」（フォア）の由来とする説がある。
現役時代はセントレジャーステークス、シザーラウィッチに勝ち、ロシア皇帝陛下プレート（アスコットゴールドカップ）で2着に入ったのがおもな成績である。ほかシャンパンステークスで3着に入っている。アイルランド生まれとして初めてのクラシックウィナーであり、シザーラウィッチでは前年の勝ち馬Corrannaを破った。引退後は最初イギリスで供用され、1855年にフランスへ輸出された。種牡馬としては兄に及ばないものの成功し、代表的な産駒にアメリカ合衆国で種牡馬として成功したリーミントン、イギリス・フランスのオークスを勝ったフュドレールなどがいるが、父系子孫は20世紀初頭に急速に衰退、現在は失われている。

## 主な産駒
- リーミントン（チェスターカップ2回、グッドウッドステークスなど、アメリカ首位種牡馬4回（レキシントンのV15を阻止））
- フュドレール（オークス、ディアヌ賞、グラディアトゥールの調教相手としての記述あり）
- エセルバート
- フォントノワ

## 血統表
| フォアバラーの血統（ポテイトーズ系（エクリプス系） / Eclipse 5.5×5=9.38%、Herod 5×5.5.5=12.5%、Highflyer 5×5=6.25%、Woodpecker 5×4=9.38%、Bagot 4×4=（母内）） | フォアバラーの血統（ポテイトーズ系（エクリプス系） / Eclipse 5.5×5=9.38%、Herod 5×5.5.5=12.5%、Highflyer 5×5=6.25%、Woodpecker 5×4=9.38%、Bagot 4×4=（母内）） | フォアバラーの血統（ポテイトーズ系（エクリプス系） / Eclipse 5.5×5=9.38%、Herod 5×5.5.5=12.5%、Highflyer 5×5=6.25%、Woodpecker 5×4=9.38%、Bagot 4×4=（母内）） | （血統表の出典）  | （血統表の出典） |
| 父 Sir Hercules 青毛 1826 | 父の父Whalebone 鹿毛 1807 | Waxy | Potoooooooo       | Potoooooooo      |
| 父 Sir Hercules 青毛 1826 | 父の父Whalebone 鹿毛 1807 | Waxy | Maria             |                  |
| 父 Sir Hercules 青毛 1826 | 父の父Whalebone 鹿毛 1807 | Penelope | Trumpator         | Trumpator        |
| 父 Sir Hercules 青毛 1826 | 父の父Whalebone 鹿毛 1807 | Penelope | Prunella          |                  |
| 父 Sir Hercules 青毛 1826 | 父の母Peri 1822 | Wanderer | Gohanna           | Gohanna          |
| 父 Sir Hercules 青毛 1826 | 父の母Peri 1822 | Wanderer | Catherine         |                  |
| 父 Sir Hercules 青毛 1826 | 父の母Peri 1822 | Thalestris | Alexander         | Alexander        |
| 父 Sir Hercules 青毛 1826 | 父の母Peri 1822 | Thalestris | Rival             |                  |
| 母 Guiccioli 栗毛 1823 | 母の父Bob Booty 栗毛 1804 | Chanticleer | Woodpecker        | Woodpecker       |
| 母 Guiccioli 栗毛 1823 | 母の父Bob Booty 栗毛 1804 | Chanticleer | Chanticleer's dam |                  |
| 母 Guiccioli 栗毛 1823 | 母の父Bob Booty 栗毛 1804 | Ierne | Bagot             | Bagot            |
| 母 Guiccioli 栗毛 1823 | 母の父Bob Booty 栗毛 1804 | Ierne | mare by Gamahoe   |                  |
| 母 Guiccioli 栗毛 1823 | 母の母Flight 栗毛 1809 | Escape | Highflyer         | Highflyer        |
| 母 Guiccioli 栗毛 1823 | 母の母Flight 栗毛 1809 | Escape | mare by Squirrel  |                  |
| 母 Guiccioli 栗毛 1823 | 母の母Flight 栗毛 1809 | Young Heroine | Bagot             | Bagot            |
| 母 Guiccioli 栗毛 1823 | 母の母Flight 栗毛 1809 | Young Heroine | Heroine F-No.11-d |                  |